# Liste des footballeurs morts sur un terrain
L'article suivant est une liste des footballeurs morts sur un terrain de football durant une partie ou un entraînement, qui sont morts directement sur le terrain ou après une blessure survenue sur le terrain. Face à l'augmentation des morts, la FIFA annonce le 31 août 2007 que des examens cardio-vasculaires seront effectués, une mesure qui était déjà en place dans certains pays depuis quelques années, comme en Italie. Une étude publiée dans le British Journal of Sports Medicine démontre que chaque année, entre 2014 et 2018, une centaine de joueurs de football sont victimes d'une mort subite au cours d'un match ou jusqu'à une heure et demie après. Cela entraîne le décès dans 76 % des cas.

## Joueurs morts
| Date              | Nom du joueur              | Âge     | Équipe                                     | Notes |
| ----------------- | -------------------------- | ------- | ------------------------------------------ | --- |
| 13 janvier 1889   | William Cropper            | 26      | Staveley                                   | Victime d'une rupture intestinale dans un match contre Grimsby Town, il meurt le lendemain. |
| 11 janvier 1892   | James "Daddy" Dunlop       | 21      | St Mirren                                  | Durant un match amical contre Abercorn, il tombe sur un morceau de verre lui inoculant le tétanos. Dix jours plus tard, il meurt à l'âge de 21 ans. |
| 25 mai 1896       | James Logan                | 25      | Loughborough FC                            | Meurt d'une rechute de pneumonie pendant le match. |
| 29 novembre 1896  | Joe Powell                 | 25      | Woolwich Arsenal                           | Meurt du tétanos après s'être cassé le bras contre Kettering Town en 1896. |
| Janvier 1900      | James Collins              |         | Sheppey United                             | Meurt du tétanos, causé par une blessure survenue sur le terrain. |
| 27 août 1902      | Di Jones                   | 34–35   | Manchester City                            | Meurt des suites d'une infection causée par une entaille au genou. |
| 27 octobre 1906   | David "Soldier" Wilson     | 23      | Leeds City                                 | Souffre d'une attaque cardiaque lors du match contre Burnley, probablement due à un tabagisme important. Il tente de retourner sur le terrain malgré la douleur. |
| 8 avril 1907      | Tommy Blackstock           | 25      | Manchester United                          | Succombe après avoir donné un coup de tête dans le ballon lors d'un match contre St. Helens. |
| Janvier 1908      | Frank Levick               | 26      | Sheffield United                           | Levick se casse la clavicule en jouant contre Newcastle United le jour de l'an 1908 et contracte une pneumonie pendant sa convalescence. Il meurt d'insuffisance cardiaque le 1er février 1908 à Sheffield. |
| 29 décembre 1909  | James Main                 | 23      | Hibernian                                  | Lors d'un match le jour de Noël 1909, alors qu'Hibernian rencontre Partick Thistle à Firhill sur un terrain gelé, Jimmy Main est percuté par un joueur de Thistle et blessé à l'estomac. Il meurt 4 jours plus tard. |
| 19 février 1916   | Bob Benson                 | 33      | Arsenal                                    | Mort d'une rupture de vaisseau sanguin après un match avec Reading,. |
| 7 janvier 1921    | Horace Fairhurst           | 27      | Blackpool                                  | Souffre d'une blessure de la tête contre Barnsley en décembre 1920 ; meurt des suites de ses blessures le mois suivant. |
| 22 mai 1921       | Nikola Gazdić              |         | Hajduk Split                               | Le jeune attaquant meurt de la tuberculose après un grand match contre Građanski Zagreb. |
| 11 novembre 1923  | Tom Butler                 |         | Port Vale                                  | Meurt du tétanos 8 jours après s'être cassé le bras durant un match. |
| 13 mars 1927      | Georges Le Bidois          | 26      | Stade olympique de l'Est                   | Au cours d'un match de fin de saison du championnat de DH de Paris, le gardien de l'équipe de France Georges Le Bidois reçoit du Suisse Pollitz un coup de pied violent à la carotide. Il succombe dans les vestiaires. À l'annonce de son décès, la partie est interrompue,. |
| 4 avril 1927      | Albert Van Coile           | 27      | Cercle Brugge                              | Il meurt à la suite d'une blessure subie lors d'un match amical face à l'US Tourcoing, qui provoque une hémorragie interne et une déchirure intestinale non diagnostiquées à temps. |
| 3 mai 1927        | David Arellano             | 24      | Colo-Colo                                  | Le 3 mai 1927 à Valladolid (Espagne), alors que l'équipe de Colo-Colo fait une tournée en Espagne, David Arellano souffre d'une péritonite, à la suite d'un choc avec un autre joueur dans un match. Emporté rapidement dans la clinique la plus proche, il meurt peu après. |
| 30 avril 1927     | Sam Wynne                  | 30      | Bury                                       | Meurt des suites d'une pneumonie sur le terrain durant le match contre Sheffield United, bien que Bury dise qu'il est mort d'une hémorragie cérébrale. |
| 5 septembre 1931  | John Thomson               | 22      | Celtic                                     | Il meurt dans un choc avec Sam English, joueur du Rangers FC, lors d'un Old Firm en 1931. |
| 17 juin 1933      | Jon Kristbjornsson         | 22      | Valur Reykjavik                            | Il souffre d'une blessure à la tête lors d'un match de championnat islandais, le 13 juin 1933. Il est amené à l'hôpital où il meurt de ses blessures le 17 juin 1933. |
| 1er décembre 1934 | Sim Raleigh                | 25      | Gillingham                                 | Meurt après un choc tête contre tête avec un joueur de Brighton & Hove Albion. |
| 5 février 1936    | Jimmy Thorpe               | 22      | Sunderland                                 | Diabétique, le gardien est tombé dans un coma dont il n'est jamais sorti, attribué au traitement brutal qu'il a reçu sur le terrain pendant un match contre Chelsea. Sa mort conduit à la règle interdisant aux joueurs de botter le ballon quand il est dans les bras du gardien.                                                                                               |
| 1er avril 1951    | Mitotônio                  | 35      | Ceará                                      | Succombe durant le match d'une hémorragie causée par une congestion de l'estomac. |
| Août 1953         | John Kirkby                | 23      | Wrexham                                    | Meurt d'un arrêt cardiaque sur le terrain. |
| 14 juillet 1963   | Constantin Tabarcea        | 26      | Petrolul Ploieşti                          | Meurt d'une activité anormale du thymus. |
| 25 février 1967   | Tony Allden                |         | Highgate United                            | Meurt foudroyé durant un match de quart-de-finale de la FA Amateur Cup contre Enfield FC. |
| 11 mai 1969       | Eduard Dubinski            | 34      | Union soviétique                           | Le 31 mai 1962, lors du match contre la Yougoslavie comptant pour le 1er tour de la phase finale de la Coupe du monde au Chili, le joueur yougoslave Muhamed Mujić tacle Doubinski et lui brise la jambe. Cette blessure entraîne un sarcome dont il mourra 7 ans plus tard. |
| 1er juillet 1973  | Nikola Mantov              | 23      | FK Osogovo                                 | Meurt d'une attaque cardiaque à la 10e minute d'un match contre FAS 11 Oktomvri. |
| 16 décembre 1973  | Pavão                      | 26      | FC Porto                                   | Meurt d'une attaque cardiaque lors d'un match de championnat. |
| 18 mai 1977       | Tony Aveyard               | 21      | Scarborough                                | Meurt de blessures reçues à la tête durant un match,. |
| 27 août 1977      | Michel Soulier             | 27      | Union Royale Namur                         | Meurt à la suite d'une attaque cardiaque. lors d'un match de coupe belge à l'extérieur contre le Sporting d'Anderlecht au Parc Astrid. Un stade de Namur sera renommé en son honneur. |
| 30 octobre 1977   | Renato Curi                | 24      | Perugia                                    | Meurt à la suite d'une attaque cardiaque lors du match de Serie A contre la Juventus. Le stade sera ensuite renommé en son honneur. |
| 21 avril 1980     | Omar Sahnoun               | 24      | FC Girondins de Bordeaux                   | Il meurt d'une attaque cardiaque lors d'un entraînement. |
| 5 novembre 1981   | Hocine Benmiloudi          | 26      | CR Belouizdad                              | Lors d'un match de première division contre l'USM Aïn Beïda, il meurt à la suite d'un empoisonnement de la nourriture qu'il a mangée auparavant. |
| 23 septembre 1984 | Erik Jongbloed             |         | DWS Amsterdam                              | Frappé par la foudre lors d'un match d'exhibition. |
| 23 août 1987      | Paulo Navalho              | 20      | Atlético Clube de Portugal                 | Subit un infarctus aigu du myocarde au cours d'un match amical entre l'Atletico et Al-Jazira Club. |
| 9 décembre 1987   | Dursun Özbek               | 17      | Galatasaray                                | Meurt pendant un entraînement. |
| 12 août 1989      | Samuel Okwaraji            | 24      | Nigeria                                    | Meurt durant le match contre l'Angola lors des qualifications de la coupe du monde 1990. Une autopsie révèlera qu'une très grande pression sanguine est à l'origine du décès. |
| 8 septembre 1990  | David Longhurst            | 25      | York City                                  | Souffre d'une attaque cardiaque durant le match Lincoln City. Il est déclaré mort à l'arrivée à l'hôpital. |
| 2 février 1993    | Michael Klein              | 33      | Bayer Uerdingen                            | Meurt d'une attaque cardiaque durant un entraînement. |
| 30 avril 1995     | Mukandi Tsimaya            | 28      | Atromitos FC                               | Victime d'un coup de coude au cou par un joueur adverse lors d'un match contre Panelefsiniakos. Il meurt avant d'aller à l'hôpital. |
| 25 août 1995      | Michael Goddard            |         | Dundela                                    | Meurt durant un match contre Dungannon Swifts à Stangmore Park après avoir été frappé dans la poitrine par le ballon. |
| 29 octobre 1995   | Amir Angwe                 | 29      | Julius Berger FC                           | Il meurt sur le terrain des suites d'une crise cardiaque. |
| 4 janvier 1997    | Hédi Berrekhissa           | 24      | Espérance de Tunis                         | Il meurt d'un arrêt cardiaque lors d'un match amical contre l'Olympique lyonnais au Stade Chedly-Zouiten. |
| 4 avril 1997      | Waheeb Jabara              | 23      | Hapoel Taibe                               | Il souffre d'une attaque cardiaque pendant le match contre le Bnei Yehuda. |
| Février 1998      | Robbie James               | 40      | Llanelli A.F.C.                            | Cardiomyopathie |
| 28 avril 1998     | Axel Jüptner               | 29      | Carl Zeiss Jena                            | Il meurt subitement d'une attaque cardiaque lors d'un entraînement. |
| Janvier 1999      | Ferenc Biro                | 15      | Nirajul Miercurea-Nir.                     | Meurt après qu'une barre transversale lui est tombée sur la tête lors d'un échauffement. |
| 24 juillet 1999   | Stefan Vrăbioru            | 23      | Astra Ploieşti                             | Meurt d'une anomalie cardiaque non détectée. |
| Janvier 2000      | Daniel Orbeanu             | 18      | Caraimanul Buşteni                         | mort après l'infection d'une simple entorse, mal diagnostiquée par quatre hôpitaux différents. |
| Février 2000      | John Ikoroma               | 17      | Al-Wahda SCC                               | S'effondre sur le terrain et meurt à l'hôpital. |
| 2 avril 2000      | Eri Irianto                | 26      | Persebaya Surabaya                         | Meurt à l'hôpital à la suite d'une faiblesse cardiaque après un match entre Persebaya et PSIM Yogyakarta. |
| 21 mai 2000       | Hocine Gasmi               | 24      | JS Kabylie                                 | Il meurt des suites d'un choc tête contre tête. |
| 30 mai 2000       | Ivan Krstić                | 20      | Radnički Niš                               | Frappé par la foudre lors d'un entraînement, et mort sur le coup. |
| 5 octobre 2000    | Cătălin Hîldan             | 24      | Dinamo Bucarest                            | Le joueur a succombé subitement des suites d'une rupture d'anévrisme, lors d'un match amical. |
| 29 août 2001      | Serhiy Perkhun             | 23      | CSKA Moscou                                | meurt d'une hémorragie cérébrale à la suite d'une collision avec un autre joueur Budun Budunov. |
| 29 septembre 2001 | Youssef Belkhouja          | 26      | Wydad de Casablanca                        | Il meurt à cause d'une crise cardiaque en plein derby (Raja -Wydad) comptant pour la demi-finale de la Coupe du trône. |
| 20 novembre 2001  | Cédric Lestic              | 26      | AS Cherbourg                               | Cédric Lestic est mort lors d'une séance d´entrainement au Stade André-Picquenot, à Tourlaville à la suite d´un malaise cardiaque. |
| 20 février 2002   | Cristian Neamţu            | 21      | Universitatea Craiova                      | Accidentellement frappé à la mâchoire par un coéquipier lors d'un entraînement. Victime d'une hémorragie interne, il meurt à l'hôpital après une période de coma. |
| 24 octobre 2002   | Hernán Gaviria             | 32      | Deportivo Cali                             | Frappé par la foudre lors d'un entraînement et mort sur le coup. |
| 27 octobre 2002   | Giovanni Córdoba           | 24      | Deportivo Cali                             | Il est frappé par la foudre lors d'un entraînement de la même manière que Hernán Gaviria et meurt trois jours plus tard à l'hôpital des suites de ses blessures. |
| Décembre 2002     | Stefan Toleski             | 23      | FK Napredok                                | S'écroule durant un match et meurt à l'hôpital. |
| 26 juin 2003      | Marc-Vivien Foé            | 28      | Cameroun                                   | Il s'écroule durant le match Cameroun-Colombie lors de la demi-finale de la Coupe des confédérations 2003, et meurt peu de temps après à l'hôpital. Une autopsie révèlera qu'il est mort d'une cardiomyopathie hypertrophique. |
| 25 janvier 2004   | Miklós Fehér               | 24      | Benfica                                    | Meurt d'un arrêt cardiaque causé par une cardiomyopathie hypertrophique durant le match contre Vitória. |
| 29 février 2004   | Danny Ortiz                | 27      | CSD Municipal                              | Durant un match contre CSD Comunicaciones, Ortiz entre en collision avec Mario Rafael Rodríguez. Il subit une déchirure du péricarde et meurt à l'hôpital. |
| 27 octobre 2004   | Serginho                   | 30      | São Caetano                                | Sa mort soudaine lors d'un match de championnat brésilien (contre São Paulo) incita à réorganiser les pratiques d'assistance médicale et appliquer des mesures préventives plus strictes au Brésil. |
| 5 décembre 2004   | Cristiano Júnior           | 24      | Dempo Sports Club                          | Il heurte le gardien de Mohun Bagan, Subrata Pal à la 78e minute d'une finale alors qu'il marque un but, titube et s'effondre. Les tentatives de réanimation restent vaines et il meurt avant son arrivée à l'hôpital d'Hosmat. |
| 12 avril 2005     | Paul Sykes                 | 28      | Folkestone Invicta                         | S'effondre sur le terrain après 30 minutes de jeu contre Margate FC. Une anomalie cardiaque non-diagnostiquée est la cause du décès. |
| 27 mai 2005       | Alin Paicu                 | 32      | Minerul Mătăsari                           | Après une tête, il tombe et meurt ensuite d'une attaque cardiaque. |
| 11 avril 2006     | Victor Alfonso Guerrero    | 17      | Envigado FC                                | Il meurt subitement lors d'un entraînement. Il perd conscience sur le terrain et son corps arrive sans vie à l'hôpital. |
| 12 juin 2006      | Rasmus Green               | 26      | Næstved BK                                 | Victime d'une attaque cardiaque lors d'un entraînement et malgré les tentatives de réanimation de ses coéquipiers et d'un médecin, il est déclaré mort à son arrivée à l'hôpital. En hommage, le numéro 7 ne sera plus attribué. |
| 30 août 2006      | Mohamed Abdelwahab         | 23      | Al-Ahly                                    | Meurt lors de l'entraînement d'une anomalie cardiaque non détectée. |
| 9 septembre 2006  | Matt Gadsby                | 27      | Hinckley United                            | Victime d'une attaque cardiaque sur le terrain durant un match de Conference North contre Harrogate Town et meurt à l'hôpital. Les tests médicaux révèleront qu'il s'agissait de la Maladie de Naxos. |
| 18 septembre 2006 | Nilton Pereira Mendes      | 30      | Shakhtyor Karagandy                        | Il est victime d'un infarctus au cours d'un entraînement et meurt durant le trajet vers l'hôpital. |
| 3 décembre 2006   | Julien Tavenard            | 22      | AS Cornas (Ardèche)                        | Succombe à une crise cardiaque. |
| 27 mars 2007      | Ivan Karačić               | 19      | NK Široki Brijeg                           | Souffre d'un arrêt cardiaque et meurt durant un match à Široki Brijeg. |
| 28 août 2007      | Antonio Puerta             | 22      | Seville FC                                 | S'écroule durant un match contre Getafe CF. Il meurt plus tard à l'hôpital après plusieurs arrêts cardiaques. |
| 29 août 2007      | Chaswe Nsofwa              | 28      | Hapoël Beer-Sheva                          | Meurt soudainement lors d'un match contre Maccabi Beersheba. |
| 29 décembre 2007  | Phil O'Donnell             | 35      | Motherwell                                 | Il s'effondre pendant un match contre Dundee United alors qu'il s'apprête à être remplacé. Il est emmené en urgence à l'hôpital mais meurt durant le trajet. |
| 9 février 2008    | Guy Tchingoma              | 22      | FC 105 Libreville                          | mort peu de temps après un match de championnat contre l'Union Sportive O'Mbila. Pendant le match, il est entré en collision avec un adversaire. Il a réussi à finir le jeu, mais s'est effondré après et les médecins ont été incapables de le ranimer. |
| 16 février 2008   | Hervé King                 | 27      | Ringmer                                    | S'écroule lors du match contre Three Bridges. d'une cause inconnue (peut-être un arrêt cardiaque). |
| 3 avril 2008      | Hrvoje Čustić              | 24      | NK Zadar                                   | Il heurte un mur en béton de la tête lors d'un match contre HNK Cibalia et meurt à l'hôpital cinq jours plus tard des suites de ses blessures. |
| 31 mai 2008       | Rustem Bulatov             | 34      | Torpedo SDYuSShOR Kaluga                   | Se sent mal pendant un match et meurt le même jour à l'hôpital. |
| 15 mars 2009      | Jumadi Abdi                | 26      | PKT Bontang                                | Il s'effondre après un incident avec Denny Tarkas lors du match de son club PKT Bontang contre Persela Lamongan. Alors que Jumadi tente de garder la balle, Denny lui donne un coup de pied au niveau de l'estomac. Jumadi meurt à l'hôpital 8 jours plus tard d'une infection sévère.                                                                                           |
| 3 avril 2009      | Víctor Hugo Ávalos         | 37      | Villa Florida                              | Souffre d'une attaque cardiaque dans un match contre Salesianito et meurt le jour suivant. |
| 26 mai 2009       | Orobosan Adun              | 28      | Warri Wolves FC                            | Avant un match à l'extérieur face à Enugu Rangers, le gardien du Warri Wolves FC est agressé par des voyous suspectés d'être des fans de l'équipe adverse, il meurt 3 jours plus tard d'une hémorragie interne, lors d'un entraînement. |
| 8 août 2009       | Daniel Jarque              | 26      | RCD Espanyol                               | Mort durant un entraînement après un arrêt cardiaque. |
| 15 novembre 2009  | Maurizio Greco             | 25      | TuS Güldenstern Stade                      | Il s'écroule lors du match entre TuS Güldenstern Stade contre Lupo Martini Wolfsburg et meurt plus tard à l'hôpital. |
| 6 mars 2010       | Endurance Idahor           | 25      | Al Merreikh Omdurman                       | Il s'effondre lors du match de son club soudanais Al Merreikh contre Alamal Atbara. Il meurt d'une crise cardiaque dans l'ambulance. |
| 8 mars 2010       | Bartholomew Opoku          | 19      | Kessben FC                                 | Il s'est effondré la veille en jouant contre le club Liberty. Rapidement transporté à l'hôpital et malgré une stabilisation de son état pendant la nuit, sa mort est annoncée le lendemain par son club. |
| Mai 2010          | Goran Tunjić               | 32      | Mladost FC                                 | Il meurt d'une crise cardiaque lors d'un match de 5e division. Il a été largement signalé que Tunjic avait été sanctionné par l'arbitre pour simulation., même si ces allégations ont ensuite été démenties. |
| 2 mai 2010        | Ambrose Wleh               | 24      | Invincible Eleven                          | Victime d'un arrêt cardiaque lors d'un match contre Mighty Barrolle. Entré en tant que remplaçant pendant la seconde période, il s'effondre alors qu'il est seul dans le rond central. Il est mort peu de temps après son arrivée à l'hôpital de Monrovia, Liberia. |
| 8 mai 2010        | Wilson Mene                | 25      | Prek Pra Keila                             | Wilson Mene est mort après s'être effondré lors d'un match de championnat. |
| 12 avril 2011     | Lokissimbaye Loko          | 30      | FC Beaumontois                             | L'ancien international tchadien meurt d'un arrêt cardiaque lors un match de la Ligue Midi-Pyrénées. |
| 4 août 2011       | Naoki Matsuda              | 34      | Matsumoto Yamaga FC                        | Le 2 août 2011, il est victime d'une crise cardiaque sur le terrain d'entraînement de son club. Transporté d'urgence à l'hôpital, son état est jugé très critique. Il meurt le 4 août 2011. |
| 13 novembre 2011  | Bobsam Elejiko             | 30      | K. Merksem SC                              | Le joueur meurt durant un match de cinquième division entre K. Merksem SC et le FC Exc. Kaart. |
| 15 mars 2012      | D. Venkatesh               | 27      | Bangalore Mars                             | Remplaçant entré à la 73e minute, il meurt sur le terrain à la fin du match ; les rapports suggèrent qu'un arrêt cardiaque est la cause de la mort. |
| 14 avril 2012     | Piermario Morosini         | 25      | Livourne                                   | Morosini meurt durant un match de Serie B contre Pescara. La cause de la mort est un arrêt cardiaque. |
| 5 août 2012       | Chinonso Ihelwere Henry    | 21      | Delta Tulcea                               | Henry succombe durant un match amical contre le FC Balotesti à la 86e minute. Alors que la température est de 40 °C, les médecins tentent de réanimer le joueur nigérian durant 30 minutes avant de le déclarer mort. Il avait apparemment passé des examens de santé qui n'avaient détecté aucune anomalie une semaine auparavant. La cause de sa mort est une crise cardiaque. |
| 2 septembre 2012  | Victor Brannstrom          | 29      | Piteå IF                                   | Lors d'une rencontre de quatrième division suédoise, il est victime d'un arrêt cardiaque et meurt à l'arrivée à l'hôpital. |
| 20 avril 2013     | Dominik Rupp               | 23      | FSV Hemmersdorf                            | Rupp s'est effondré lors d'un match contre Sarrebruck. La cause de la mort est un arrêt cardiaque. |
| 16 mai 2013       | Berat Sacipi               | 31      | SV Inter Itzehoe                           | Sacipi s'écroule durant un match contre l'ABC Wesseln. La cause de la mort est un arrêt cardiaque. |
| 21 juin 2013      | Alen Pamić                 | 23      | NK Istra 1961                              | Pamić s'écroula durant un match amical contre MNK Maružini, d'une crise cardiaque. |
| 21 juillet 2013   | Yair Clavijo               | 18      | Sporting Cristal                           | Le footballeur de 18 ans de Sporting Cristal meurt pendant un match contre Real Garcilaso le 20 juin 2013. L'autopsie a déterminé qu'il est mort d'un œdème cérébral avec une hernie cérébrale, causée par une cardiomyopathie hypertrophique,. |
| 27 juillet 2013   | Sékou Camara               | 27      | Pelita Jaya FC                             | Camara s'écroule sur le terrain durant un entraînement de son équipe à Bandung. Il est amené à l'hôpital le plus proche mais meurt durant le trajet. La cause du décès est une attaque cardiaque. |
| 30 juillet 2013   | Matthias Viereckl          | 19      | SC Marchtrenk                              | Viereckl meurt lors d'un match amical contre l'Union Steinhaus. |
| 17 novembre 2013  | Alex Marques.              | 20      | G.D. Tourizense                            | Le joueur portugais Alexandre Marques souffre d'un arrêt cardiaque après sept minutes de jeu, lors d'un match de troisième division portugaise entre Tourizense et Carapinheirense,. |
| 19 mai 2014       | Akli Fairuz                | 27      | Persiraja                                  | Il meurt après être entré en collision avec le gardien adverse, durant un match de première division indonésienne. Il est admis en urgence à l'hôpital mais meurt des suites d'une hémorragie interne le jour suivant. |
| 23 août 2014      | Albert Ebossé Bodjongo     | 24      | JS Kabylie                                 | Meurt à la fin d’un match du championnat algérien entre la JS Kabylie et l’USM Alger, après avoir reçu sur la carotide une pierre jetée des tribunes et a succombé à ses blessures quelques minutes plus tard à l’hôpital. |
| 19 octobre 2014   | Peter Biaksangzuala        | 23      | Bethlehem Vengthlang FC                    | Il meurt après avoir voulu effectuer un saut périlleux pour célébrer le but qu'il venait de marquer. Il est retombé sur la nuque, et s'est gravement blessé à la colonne vertébrale. Il meurt 5 jours plus tard à l'hopital. |
| 27 avril 2015     | Gregory Mertens            | 24      | KSC Lokeren                                | Il fait un arrêt cardiaque, puis est transporté à l'hôpital où on le place en coma artificiel; il meurt le 30 avril des suites de sa crise cardiaque. |
| 14 mai 2015       | Emanuel Ortega             | 21      | San Martin de Burzaco                      | Chargé par un adversaire le long de la touche lors d'un match de D4 argentine, il est ejecté sur un mur de béton situé environ un mètre plus loin qu'il percute la tête la première. Opéré d'une double fracture du crâne, il succombera à ses blessures 5 jours plus tard. |
| 6 mai 2016        | Patrick Ekeng Ekeng        | 26      | Dinamo Bucarest                            | Patrick Ekeng, milieu camerounais, est mort d'un malaise cardiaque survenu quelques instants après son entrée en jeu avec le Dinamo Bucarest dans un match du Championnat de Roumanie. |
| 11 septembre 2016 | Ben Idrissa Derme          | 34      | AJ Biguglia                                | Ben Idrissa Derme est victime d'une crise cardiaque quelques instants avant la fin d'un match pour la coupe de France de son club contre celui de Furiani. |
| 5 juin 2017       | Cheik Tioté                | 30      | Beijing BG                                 | Il meurt la suite d'une crise cardiaque lors d'un entraînement. |
| 15 octobre 2017   | Choirul Huda               | 38      | Persela Lamongan                           | Il meurt à la suite d'un choc face à un coéquipier lors d'un match. |
| 31 octobre 2017   | Joel Lobanzo               | 17      | Royal Antwerp Football Club                | Il meurt suite un arrêt cardiaque pendant l'entraînement. |
| 24 mars 2018      | Bruno Boban                | 25      | Marsonia 1909                              | Il meurt le 24 mars 2018 après un arrêt cardiaque sur le terrain. |
| 20 janvier 2019   | Diego                      | 14      | FC Lescar (Pyrénées-Atlantiques)           | mort à la suite d'une crise cardiaque en plein match. |
| 13 février 2019   | Mohamed Savane             | 16      | Cormontreuil FC (Marne)                    | mort d'une crise cardiaque lors d'un match entre amis. |
| 24 mars 2019      | Michaël Terrière           | 36      | Saint-Cybardeaux (Charente)                | mort à la suite d'un malaise cardiaque après être sorti du terrain. |
| 14 avril 2019     | Pierre-Alexandre Notebaert | 30      | Havinnes                                   | Il s'effondre sur le terrain après quinze minutes de jeu et meurt. |
| 26 avril 2019     | Nicolas Sorriaux           | 54      | Clerval (Doubs)                            | mort à la suite d'un arrêt cardiaque au début du match. |
| 16 juin 2019      | Brandon Kenemo             | 21      | Yerres-Crosne (Essonne)                    | Il meurt en plein match à la suite d'un arrêt cardiaque. |
| 5 septembre 2019  | Danilo                     | 29      | Inconnu                                    | Le fils de Cafu, l'ancien capitaine de la sélection brésilienne, est mort d'une crise cardiaque lors d'un match. |
| 20 décembre 2019  | Jaber Khalil David         | Inconnu | Kayanza United                             | Il meurt d'une crise cardiaque vingt minutes après le début de l'entraînement. |
| 20 août 2020      | Hans Monpérousse           | 22      | AS Port et Dock (Guyane)                   | Victime d'un arrêt cardiaque alors qu'il jouait au football avec des amis. |
| 9 octobre 2020    | Maxime                     | 25      | Jeanne-d'Arc de Dax (Landes)               | Il s'écroule à la fin de l'entraînement, les pompiers n'ont pas réussi à le ranimer. |
| 11 octobre 2020   | Kevin Verdonck             | 29      | Lille Gazelec (Nord)                       | Victime d'un AVC dans les vestiaires qu'il avait rejoint après avoir vomi sur le terrain. |
| 3 janvier 2021    | Alex Apolinario            | 24      | FC Alverca                                 | Il meurt à l’hôpital quatre jours après avoir fait un arrêt cardiorespiratoire sur le terrain. |
| 11 avril 2021     | Reda Saki                  | 21      | Etoile Jeunesse Sportive de Casablanca     | Il s'effondre lors d'un match de championnat amateur puis meurt peu de temps après son transfert à l'hôpital. |
| 4 juin 2021       | Giuseppe Perrino           | 29      | Parme                                      | mort d'un arrêt cardiaque lors d'un match en hommage à son frère. |
| 17 juin 2021      | Robert Lima                | 48      | Peñarol                                    | Il meurt au cours d’un match amical, victime d'une crise cardiaque. |
| 21 juin 2021      | Viktor Marcell Hegedüs     | 18      | Tarr Andráshida Sport Club                 | mort après s'être effondré lors d'un entraînement. |
| 16 juillet 2021   | Imad Bayoumi               | Inconnu | Shebin Republic Club                       | Un ancien joueur du club s’effondre dans un match puis meurt à l'hôpital. |
| 17 août 2021      | Moira Claire Arney         | 15      | RGV FC Academy                             | morte lors d'un entraînement avec son équipe. |
| 4 septembre 2021  | Jens De Smet               | 27      | FCC Filosoof                               | Il s'est effondré sur le terrain, probablement à victime d'une cardiomyopathie. |
| 5 septembre 2021  | Dylan Rich                 | 17      | West Bridgford Colts                       | Victime d'un malaise cardiaque lors d'un match, il est hospitalisé puis meurt trois jours plus tard. |
| 11 septembre 2021 | Frédéric Lartillot         | 49      | FC Nurieux-Volognat (Ain)                  | Il succombe à une crise cardiaque dans les vestiaires après un match amical. |
| 28 septembre 2021 | Antonello Campus           | 53      | Udinese Calcio                             | meurt à la suite d'une crise cardiaque à la fin de l'entraînement d'une équipe de jeunes. |
| 7 octobre 2021    | Niels De Wolf              | 27      | White Star Sombeke                         | mort à l'hôpital quelques jours après avoir fait un arrêt cardiaque dans les vestiaires. |
| 8 octobre 2021    | Benoît Sabard              | 49      | SC Massay (Cher)                           | Il succombe à un arrêt cardiaque pendant la seconde mi-temps. |
| 17 octobre 2021   | Badr Laksour               | 41      | AS Rasteau (Vaucluse)                      | Mort d'un arrêt cardiaque en fin de première mi-temps. |
| 24 octobre 2021   | Jean Megarus               | 46      | US Montgasconnaise (Isère)                 | Victime d'un malaise cardiaque à la mi-temps, il n'a pas pu être ranimé. |
| 25 décembre 2021  | Sofiane Loukar             | 30      | Mouloudia Club de Saïda                    | Le capitaine du Mouloudia Club de Saïda est mort durant un match de championnat de Ligue 2 contre l'ASM d'Oran. Le joueur a rendu l'âme à la suite d'un télescopage avec le gardien adverse. |
| 26 janvier 2022   | Alan Mellouët              | 26      | Étoile Sportive Pleyber Christ (Finistère) | Victime d'un malaise lors de l’entraînement. |
| 11 novembre 2023  | Raphael Dwamena            | 28      | KS Egnatia Rrogozhinë (Kavajë)             | Victime d'un arret cardiaque lors d'un match . |